# Joasz (król Judy)
Joasz lub Jehoasz – postać biblijna ze Starego Testamentu, król Judy.
Syn króla Ochozjasza (Achazjasza). Został królem w wieku siedmiu lat. Kiedy był niemowlęciem, życie uratowała mu Joszeba (Jehoszeba). W początkowym okresie swych czterdziestoletnich rządów (837-797 p.n.e.) kierował nim kapłan Jojada (Jehojada). Po śmierci Jojady Joasz wprowadził kult bożków i zamordował syna Jojady, Zachariasza. Zerwał złoto ze Świątyni, by wyjednać pokój u nadciągających Aramejczyków (Syryjczyków). Został zamordowany w wyniku buntu niezadowolonych mieszkańców Jerozolimy. Pojawia się w 2 Krl 11-12 oraz 2 Krn 24.